# Leptonychia parviflora
Leptonychia parviflora är en malvaväxtart som först beskrevs av Ridley, och fick sitt nu gällande namn av J.F. Veldkamp och R.C.H. Flipphi. Leptonychia parviflora ingår i släktet Leptonychia och familjen malvaväxter. Inga underarter finns listade i Catalogue of Life.